# Faustino Amiano
Faustino Amiano Calvo (San Sebastián, Guipúzcoa, 15 de febrero de 1944-1 de diciembre de 2020) fue un remero español que tomó parte en los Juegos Olímpicos de Roma 1960.

## Biografía
Compitió entre 1958 y 1965 con Ur-Kirolak, equipo donostiarra de remo banco móvil. Sus mayores logros los logró en sus primeros años,ya que siendo todavía un adolescente fue utilizado como timonel de varias embarcaciones campeonas de Ur-Kirolak, proclamándose en 2 ocasiones campeón de España.
- 1959 - Campeón de España de 2 con timonel.
- 1960 - Subcampeón de España de 2 con timonel.
- 1960 -  Campeón de España de 8 con timonel.

El equipo de ocho con timonel de Ur Kirolak que se proclamó campeón de España en 1960 fue seleccionado para tomar parte en los Juegos Olímpicos de Roma. Amiano, de 16 años de edad, participó como timonel de la embarcación. Su papel en la Olimpiada fue muy discreto ya que quedaron últimos en la serie que en la que participaron y en la serie de repesca. 

## Participaciones en Juegos Olímpicos
- Roma 60, Ocho con timonel.